# Jean Gilletta
Né Giovanni Battista Gilletta : Jean-Baptiste Gilletta (dit Jean Gilletta) le 7 mai 1856 (sette maggio) à Levens (Levenzo en italien, comté de Nice avant 1860) et mort le 4 février 1933 à Levens, Alpes-Maritimes, est un photographe italo français et créateur d'une maison d'édition de cartes postales.

## Biographie
Fils de Giuseppe Gilletta, contadino : fermier et de Margarita Audiber, contadina : fermière, il naît dans une famille de paysans de l'arrière-pays niçois et entre rapidement dans le vie active à Nice. Il devient l’assistant du photographe paysagiste Jean Walburg de Bray (1839-1901) et se forme au métier de photographe. En 1880, il ouvre à Nice son atelier de photographie, prenant la suite de son patron parti à Cannes : Giletta éditeur photographe et photographe paysagiste, pour l'occasion, il enlève un l à son nom.

## Photographe
Délaissant la photographie de studio, Jean Gilletta a réalisé près de 8000 photographies des paysages, villes et villages du Midi. Durant 50 ans, utilisant son tricycle, il a parcouru la Côte d'Azur et l'arrière-pays niçois pour en saisir les plus beaux clichés. Il s'est aussi intéressé à la région marseillaise, aux sites des Alpes et aux grandes villes françaises du sud de la France.

## Éditeur de cartes postales
En 1897, avec ses deux frères cadets :
- Joseph Louis Gilletta (Levens, 14 octobre 1859 - Nice, 12 février 1928, décédé célibataire[4]) et
- François Gilletta (Levens, 2 février 1868 - Nice, 5 janvier 1956, qui eut trois fils[4]),

il crée la maison d’édition de cartes postales Gilletta frères. Les milliers de photographies et de cartes postales, imprimées en noir et blanc tout d’abord et en couleurs par la suite, véhiculeront l’image d’une région aux incomparables panoramas et à la vitalité débordante et contribueront à la construction du mythe de la Côte d'Azur.

En 1926, âgé de 70 ans, Jean Gilletta se retire de la société qui reste active encore aujourd'hui en exploitant le fonds photographique par la publication de livres thématiques sur l'histoire de la Côte d'Azur.

## Expositions personnelles
- 1900 Exposition universelle, pavillon du club Alpin de Monaco, section des Chemins de fer, section Ministère des Travaux Publics[4] ;

## Publications personnelles de Jean Gilletta
- Municipalité de la Ville de Nice et Société d'Agriculture, d'Horticulture et d'Acclimatation de Nice et des Alpes-Maritimes. Album composé de 50 photographies de Jean Gilletta, collées (27 vues de Nice, 5 vues de Monte-Carlo, 3 vues de Cannes, 4 vues de Villefranche-sur-Mer, 3 vues de Menton, 1 vue de Hyères, 1 vue d'Antibes, 1 vue de Toulon et 1 vue de Golfe-Juan, légendes manuscrites, exemplaire de Monsieur Henry Sagnier, Rédacteur du Journal de l'Agriculture), demi-chagrin vert à coins, dos à nerfs, vers 1882. Tirages d'époque 9 × 14,5 cm environ.

## Expositions rétrospectives
- Du 28 juin au 28 juillet 2001 : Photographies anciennes consacrées à Marseille (1890-1906). Ggalerie Paul Benarroche, 26 rue de l'Aumône-Vieille, Aix-en-Provence[6].
- Du 02 décembre 2006 au 18 mars 2007 : Jean Gilletta, Photographe de la Riviera. 140 photographies au Musée de la Photographie et de l'Image Charles Nègre, 1 place Pierre Gautier, Nice[7].

## Publications sur Jean Gilletta
- Jean Giletta 1856-1933 : un photographe à la recherche de son temps, Paul Castela, Éditions Gilletta, 1er trimestre 1981,  (ISBN 2-903-574-00-6) ;
- Jean Gilletta, photographe de la Riviera, Jean-Paul Potron, Éditions Gilletta - Nice Matin, janvier 2007,  (ISBN 2-915606-40-4) ;
- Jean Gilletta et la Côte d’Azur, paysages et reportages 1870-1930, Jean-Paul Potron, Éditions Gilletta, 2017  (ISBN 978-2359561012).

## Galerie

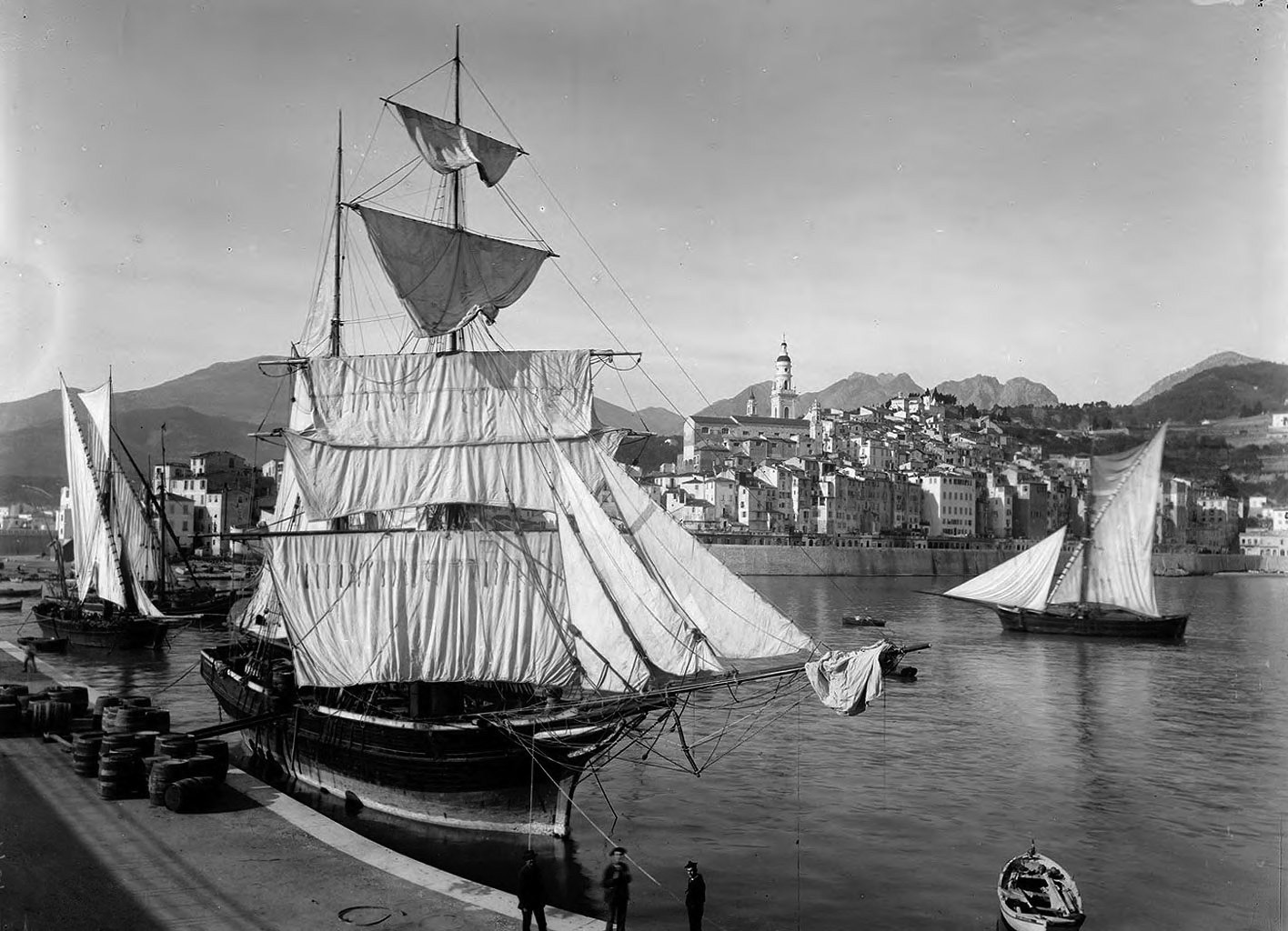
Menton, voiliers dans le port vers 1900.
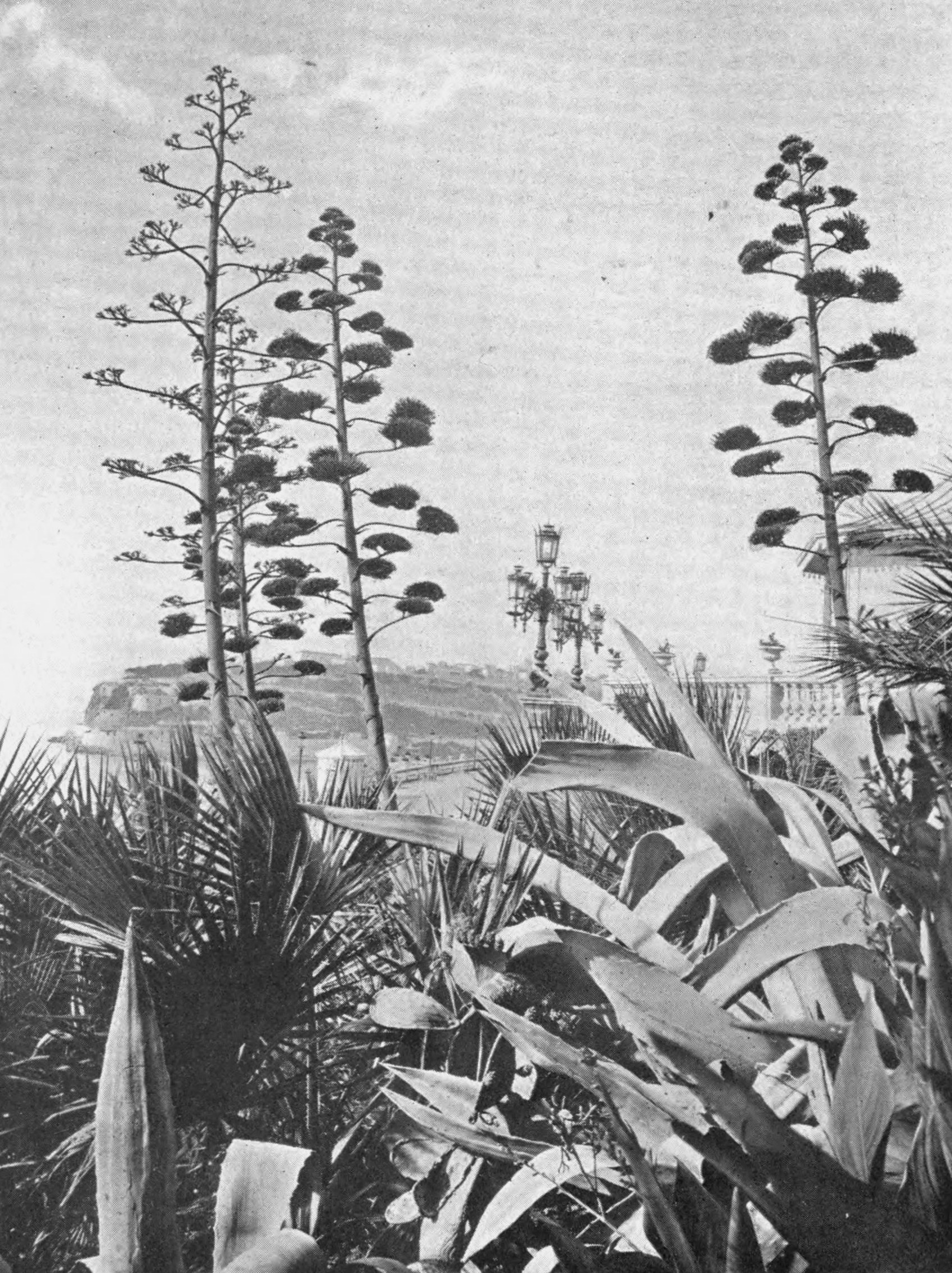
Plantes et paysage.
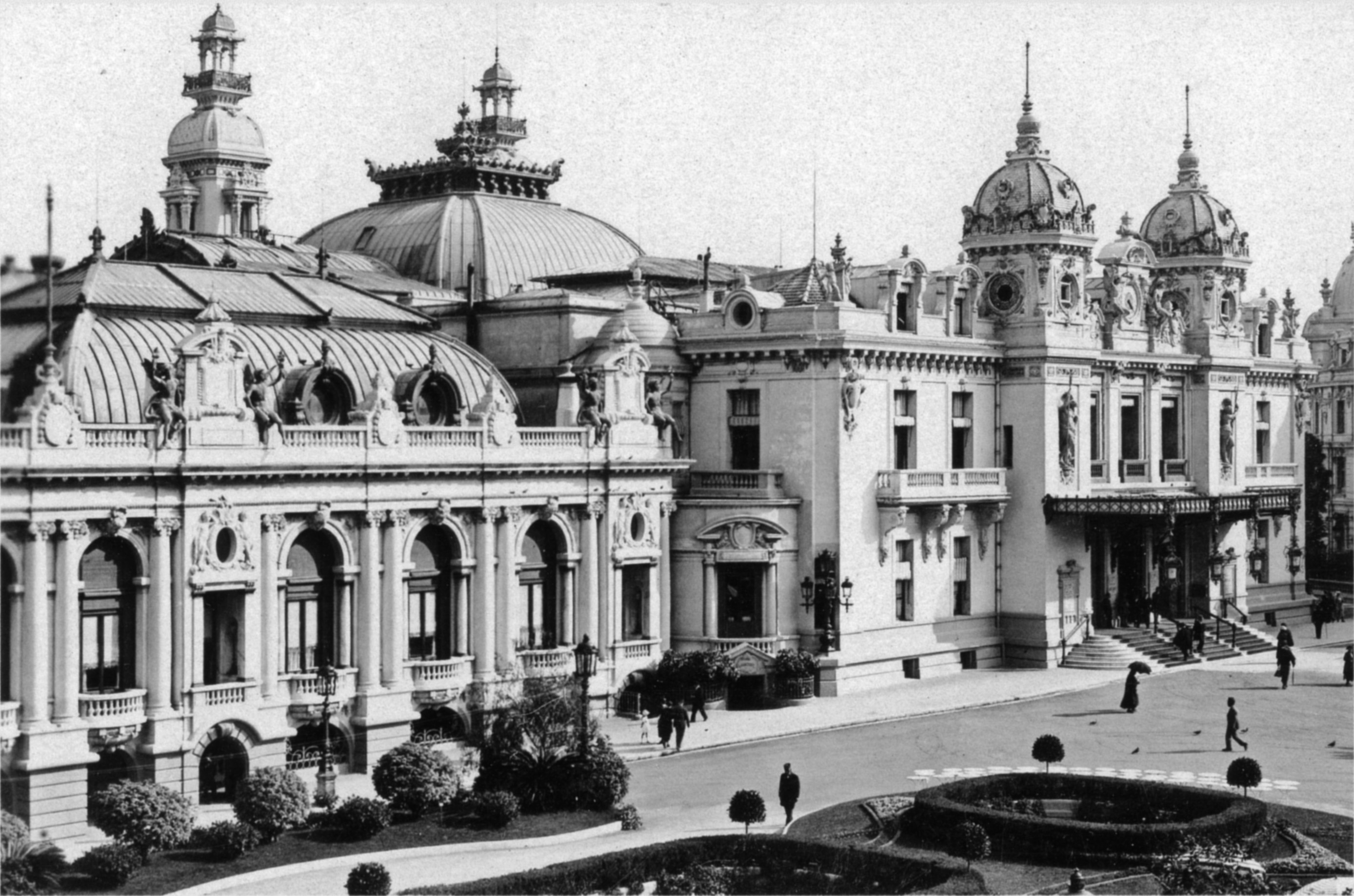
Monte Carlo, Casino, Place du Casino.
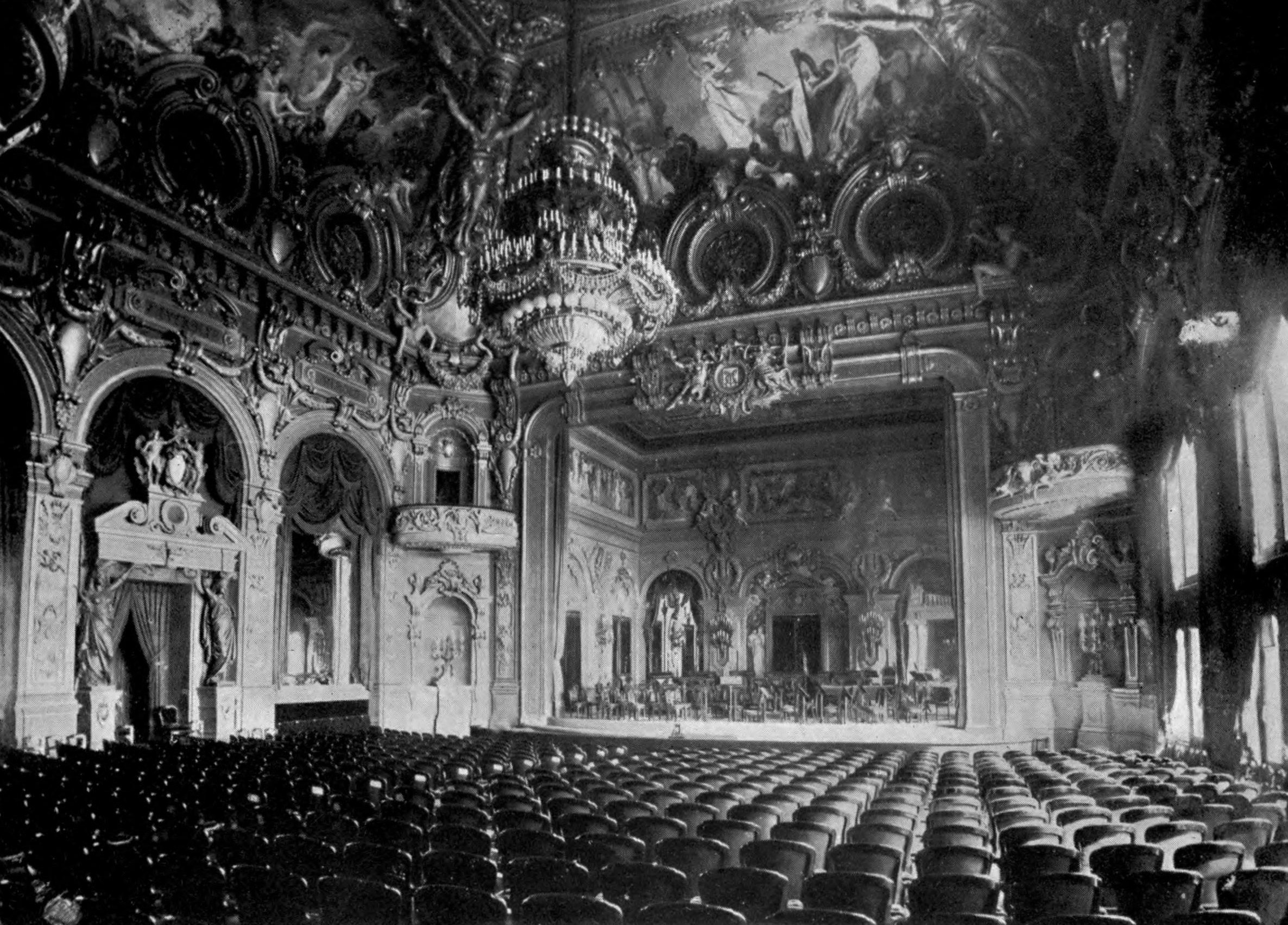
Salle de concert, Monte Carlo.
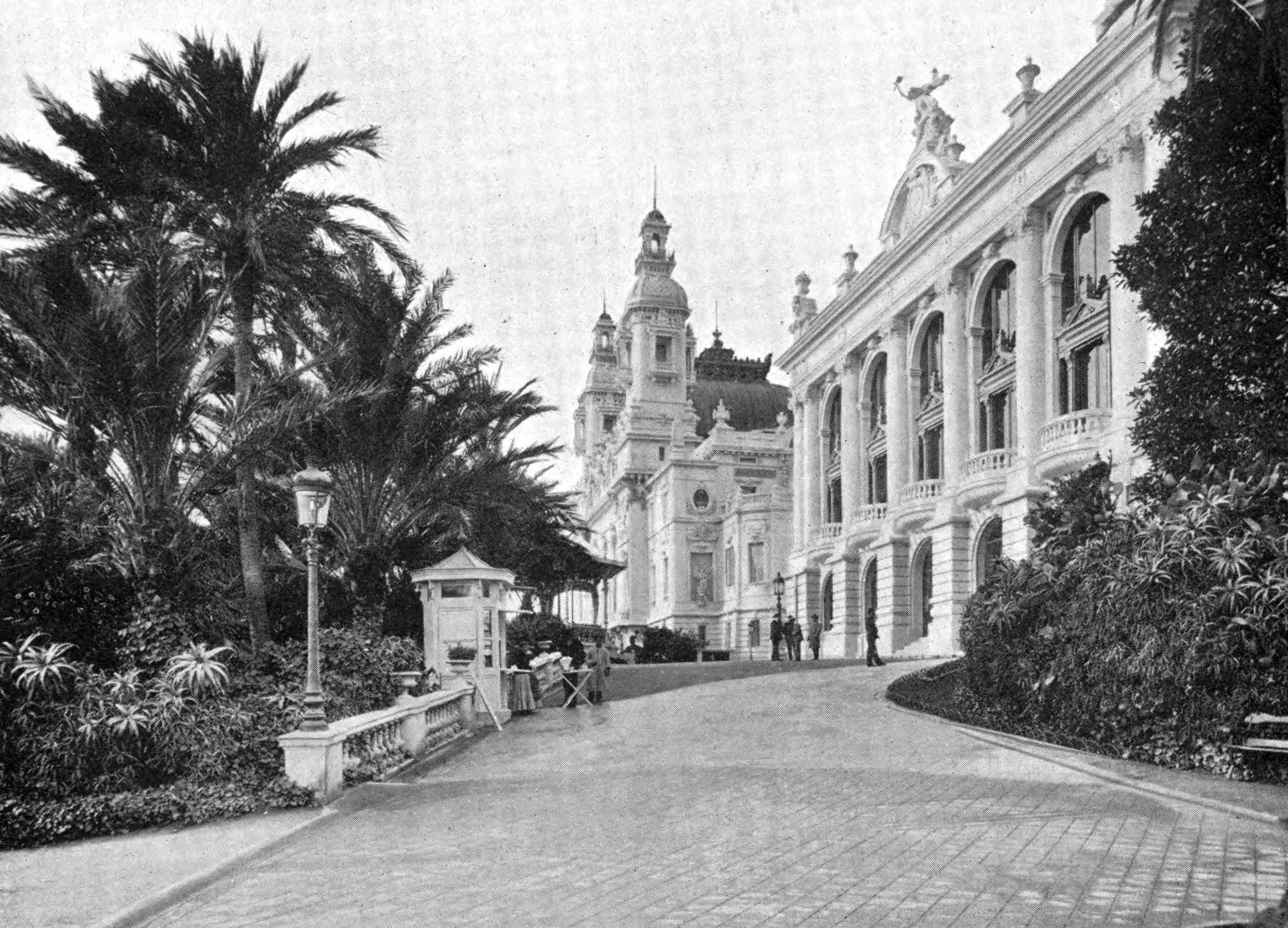
Monte Carlo.
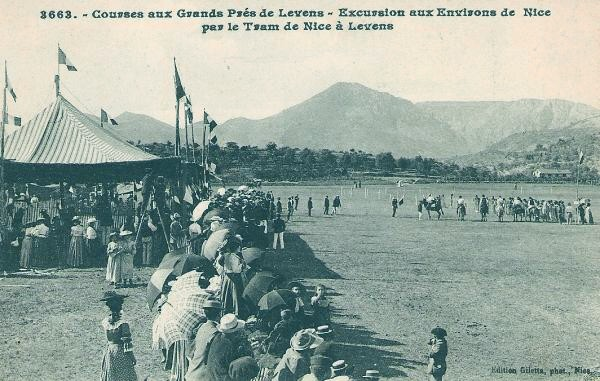
L'hippodrome de Levens, carte postale.